# Trojen
Trojen ist eine Einzelsiedlung (Einöde/Einschicht) der Fraktion Unterrotte in der Gemeinde St. Jakob in Defereggen im Defereggental (Osttirol).

## Geographie
Die Häusergruppe liegt an den Südwestabhängen des Weißen Beils auf dem Rücken eines Granitfelsens an der Ausmündung des Trojer Almbachs. Situiert ist Trojen dabei in rund 1520 Metern Höhe an der Sonnenseite des Defereggentales. Der Ort ist über eine Straße erreichbar, die nördlich des Dorfes St. Jakob den Trojer Almbach überquert und in Serpentinen über die Trojen nach Außerberg und zu den östlich gelegenen Einzelsiedlungen bzw. Einzelhöfen Ede, Maik und Trogach führt. Auf Grund der Nähe zur Streusiedlung Außerberg wird Trojen teilweise auch dieser zugerechnet. Von der Statistik Austria werden Außerberg und Trojen jedoch getrennt geführt.
Trojen besteht aus den Hofstellen Hausers/Hisles (Unterrotte 40a, 127) und Tölderer (Unterrotte 40b, 126) sowie den benachbarten Gebäuden Unterrotte 41 und 131. Als aktiver landwirtschaftliche Betrieb weist das Tiroler Rauminformationssystem noch den Hof Tölderer (Stand Oktober 2022) aus.

## Geschichte
Die Besiedelung von Trojen geht auf die Schwaige (Urhof) Trojen (auch Tröjen) zurück. Der Name Trojen leitet sich vom Viehtrieb (troi, trui oder train) ab. Die Schwaige gehörte zur Grundherrschaft der Herrschaft Lienz, die später gegründete, westlich gelegene Raut (Neurodung) Eggen unterstand der Grundherrschaft des Schloss Bruck. Der Familienname Trojen war einst weit verbreitet. Im 17. Jahrhundert gab es 16 Familien dieses Namens und um 1600 hießen drei Richter des tirolerischen Defereggentals hintereinander Tröyer.
Trojen taucht erstmals 1981 im Ortsverzeichnis der Statistik Austria auf und wurde zunächst als Einzelhof eingestuft. Seit 1991 wird Trojen als Einzelsiedlung klassifiziert. Eine Einwohnerzahl wurde für die Ortschaft jedoch nie extra ausgewiesen. In Trojen betreibt die Familie Innerhofer das Berggasthaus Trojen.